# Дом Масленникова (Вологда)
Дом Ма́сленникова (дом Ма́сленниковых) — здание конца XVIII века в Вологде, расположенное по адресу: набережная VI Армии, дом 127, памятник архитектуры федерального значения.

## История
Дом построен в 1780-х годах голландской конторой. Впервые показан на плане 1789 года. Затем им владели вологодские купцы Рыбников, Бросов, Извозчиков. Какое-то время дом звался Домом почтмейстера, здесь располагались почтовая контора и квартира почтмейстера. Долее всего здание занимала известная в городе семья Масленниковых (адрес в 1910-е: Дмитриевская набережная, 12). В советское время после ремонта здесь работал Клуб юных речников (адрес в 1950-е: Краснофлотская набережная, 16).
В здании памятника располагается детский морской центр «Меридиан». В 2010 году в рамках противоаварийных работ выполнена замена покрытия кровли с воссозданием существовавших ранее форм слуховых окон, осуществлён ремонт штукатурного покрытия, при этом фасад окрашен в два цвета — «терракота» и белый, в нарушение описанной искусствоведом Г. К. Лукомским характерной для раннего классицизма сплошной однотонной окраски. В 2022 году начались работы по ремонту фасадов, оконных рам и водосточной системы.

## Архитектура

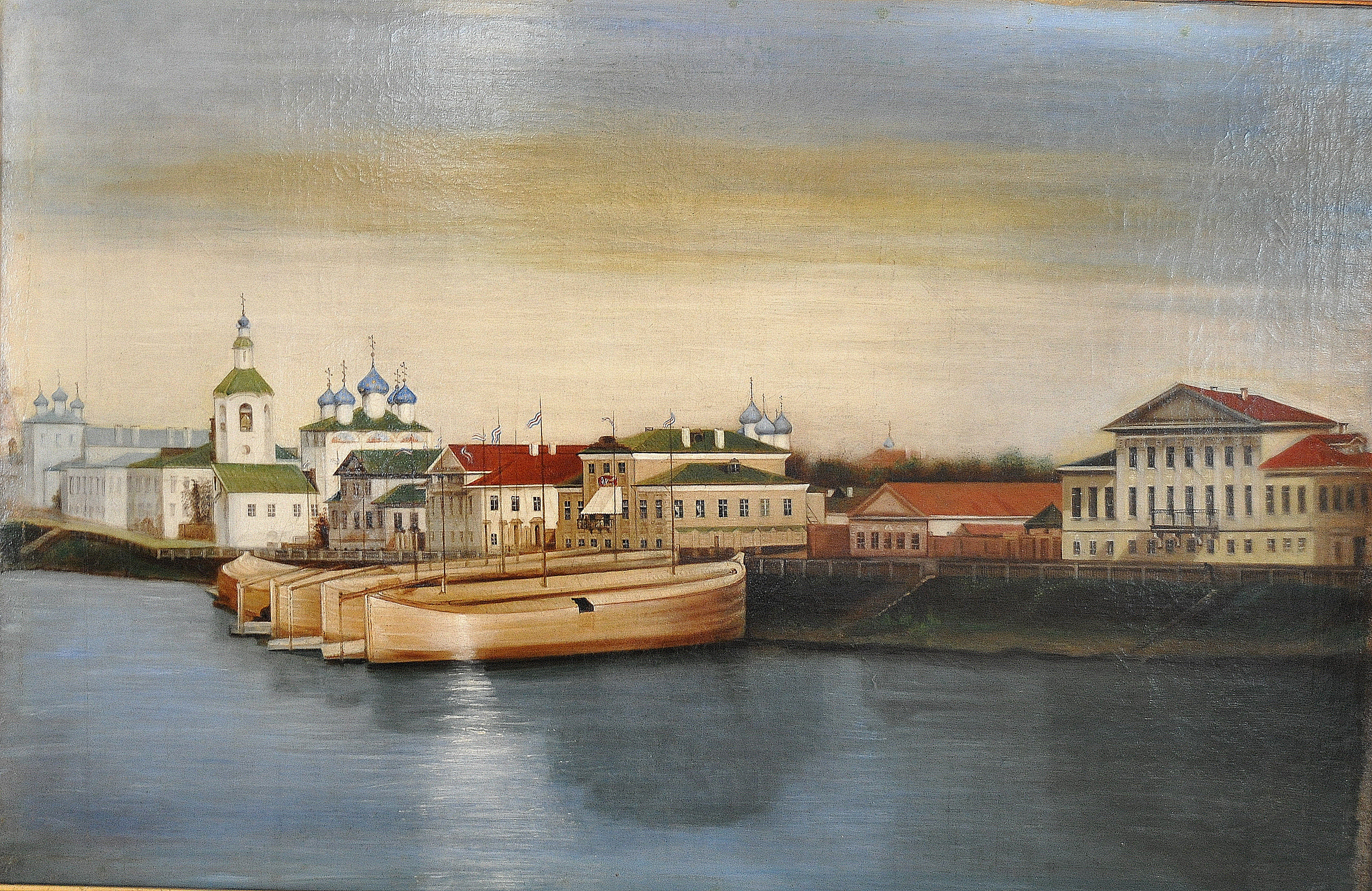
Корчагин. Дмитриевская набережная. Ок. 1870 г. На доме Масленникова (в центре) виден балкончик с навесом и фигурный аттик над центральным объёмом

Дом Масленникова относится ко времени расцвета в Вологде раннего классицизма. Центр этого полутораэтажного, с сводчатым подклетом особняка выделен надстройкой в виде полуэтажа-антресоли, некогда увенчанного лёгким аттиком, по словам петербургского архитектурного критика начала XX века Г. К. Лукомского, «очень хорошего профиля». Считается, что данный композиционный приём с некоторым запозданием заимствован из петербургской архитектуры середины XVIII века. Покои имеют анфиладное расположение, из трёх парадных комнат центральная, главная, примечательна двумя симметричными дверьми с резными вставками, особенно богато выделанными со стороны центральной комнаты. Наружная лестница ведёт со двора непосредственно на второй этаж, что сближает здание с постройками XVII века.
Детали убранства фасада типичны для классицизма — прямоугольные нишки с лепниной вверху и внизу окон, сандрики над ними в центральной части, а также изящный завершающий фриз с гирляндами, подвешенными к консолям, и карниз с сухариками. Полуподвал и углы здания обработаны крупной рустовкой. Центральный объём членят четыре пилястры, несущие на себе следы барокко — «филёнчатую» разделку и лепные круги в середине, прежде пилястры были увенчаны необычными капителями из скрещенных веток (ныне утрачены). Простенки между окнами боковых объёмов выполнены филёнками.
Г. К. Лукомский называет дом Масленникова «очаровательным образцом чистейшего стиля Людовика XVI», хвалит пропорции здания, карниз, ещё целые в начале XX века балконные решётки, отмечает правильную покраску дома в один тон терракотового цвета, выражая, однако, сожаление, что этот тон «несколько густ».